# Brigida Banti

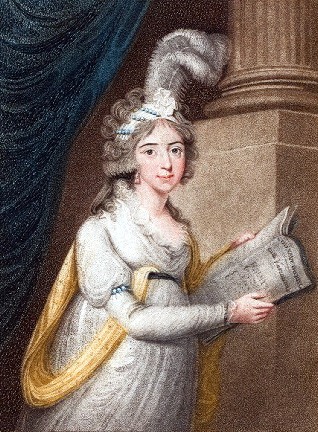
Brigida Banti in London im Jahr 1797 (Porträt von Joseph Singleton nach John Hopkins)

Brigida Banti, geborene Giorgi (auch: Brigida Banti Giorgi; * 1. Mai 1755 in Monticelli d’Ongina (bei Piacenza); † 18. Februar 1806 in Bologna) war eine berühmte italienische Opernsängerin (Sopran) in der Epoche der musikalischen Klassik.

## Leben

### Anfänge
Brigida Giorgi kam aus sehr bescheidenen Verhältnissen. Sie war die Tochter von Giacomo (oder Giuseppe) Giorgi und Antonia Raimondi. Ihr Vater war eigentlich Bootsführer (oder -verleiher), spielte aber auch Mandoline und Violine; Brigida lernte von ihm das Mandolinenspiel. Als Kind ging sie in Cremona zur Schule. Nach dem Tod eines Verwandten, der die Familie auch finanziell unterstützt hatte, zogen Brigida und ihr Vater etwa 2 Jahre lang als Straßen- und Wandermusikanten durch Italien. In Venedig soll sie beispielsweise zusammen mit einem Geiger (ihrem Vater?) und dem Kontrabassisten Domenico Dragonetti auf Straßen und Plätzen gesungen haben. Sie kamen auch durch Teile Deutschlands und erreichten 1775 Paris, wo sie in den Cafés der Boulevards für die Gäste und Passanten sang. Dabei wurde sie durch Zufall von dem Direktor der Opéra-Comique, A.-D.-M. de Vismes du Valgay, entdeckt, der sie bei einem Vorsingen eine Arie von Antonio Sacchini vortragen ließ. Von da an ließ man sie in den Pausen zwischen den Akten von Glucks Iphigénie en Aulide auftreten, wo sie eine Arie von Niccolò Piccinni und eine von Sacchini sang.
Der Tenor Pierre Garat schrieb über sie:

„Was für ein Ausdruck! Welche Seele! Und vor allem: was für eine Stimme! Ihr Umfang, ihr Klang sind eine Art Wunder, sie hat einen Charme, den man nicht definieren kann. Ich habe viele Sängerinnen in meinem Leben gehört, aber ich habe bisher keine gekannt, die von der Natur so wundersam beschenkt wurde.“

Als man sie in der Oper singen lassen wollte, machten andere Sängerinnen jedoch einen Aufstand, um das zu verhindern, obwohl Brigida Giorgi von der Königin Marie Antoinette unterstützt wurde, die sogar mit ihr in Versailles einige Duette von Sacchini gesungen haben soll.

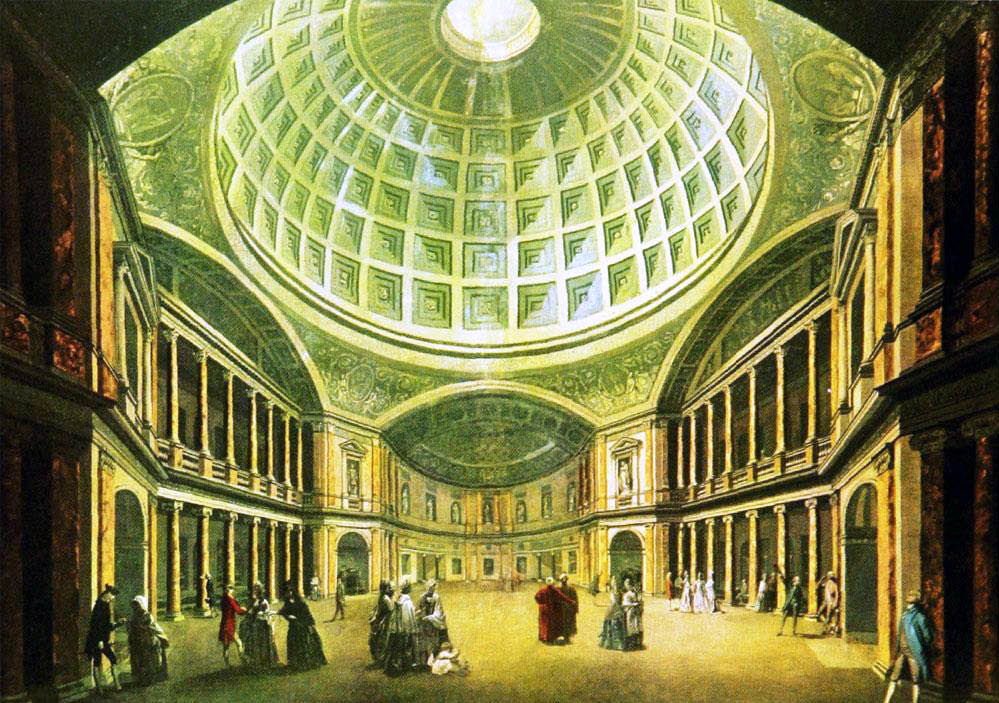
Das Londoner Pantheon vor 1792

Daher ging die Sängerin 1779 nach London und sang in einem Konzert mit Orchester im großen Konzertsaal Pantheon, wo sie die berühmte Primadonna Lucrezia Aguiari, genannt „La Bastardella“, hörte und sofort so überzeugt war vom Talent der jungen Sängerin, dass sie ihr eine musikalische Ausbildung ermöglichte, und zum Komponisten Sacchini schickte; danach bekam sie Unterricht bei dem Tenor Gabriele Mario Piozzi und bei Carl Friedrich Abel.
Im gleichen Jahr lernte sie den venezianischen Tänzer Zaccaria Banti kennen, den sie kurz darauf in Amsterdam heiratete. Von da an trat sie unter dem Namen Brigida Banti-Giorgi oder Banti auf.

### Karriere in Italien und Warschau
Das Ehepaar ging zurück nach Venedig und war 1780 in Wien, wo sie in einigen Konzerten sang. Nach einer weiteren Reise nach London debütierte die Banti 1782 in Florenz im Teatro della Pergola in Pietro Alessandro Guglielmis Oper I due fratelli sciocchi. In Venedig nahm sie der berühmte Kastrat Gaspare Pacchierotti unter seine Fittiche und ließ sie Schauspielunterricht bei dem Tenor Domenico Mombelli nehmen, bevor er im Karneval 1782–83 mit ihr im Teatro San Benedetto in den Opere serie Attalo re di Bitinia von Giuseppe Sarti und Piramo e Tisbe von Francesco Bianchi auftrat.
Es folgte eine triumphale Karriere, welche die Banti an die bedeutendsten Opernhäuser Italiens führte. 1783 sang sie in Triest in Werken von Bianchi und Felice Alessandri und in Florenz in Piramo e Tisbe von Giovanni Battista Borghi. 1783–84 debütierte sie gemeinsam mit Mombelli in Neapel am Teatro del Fondo in Il sacrificio di Abramo von Ferdinando Robuschi und war im Dezember 1783 in Turin, wo sie am Teatro Regio neben dem Tenor Giacomo David in Bianchis Briseide auftrat und im Frühling 1784 mit dem berühmten Kastraten Girolamo Crescentini in der Festa teatrale Bacco e Arianna von Angelo Tarchi sang.
Es folgten Engagements in Florenz, Triest, Padua, Livorno und Reggio Emilia. Sie sang wieder mit Pacchierotti in Ferdinando Bertonis Quinto Fabio, 1784 am Teatro San Benedetto in Venedig und 1785 in Triest. Im Karneval 1786 hatte sie ihr Debüt an der Mailänder Scala in Ipermestra von Salvatore Rispoli und in Ariarate von Tarchi, neben Girolamo Crescentini.

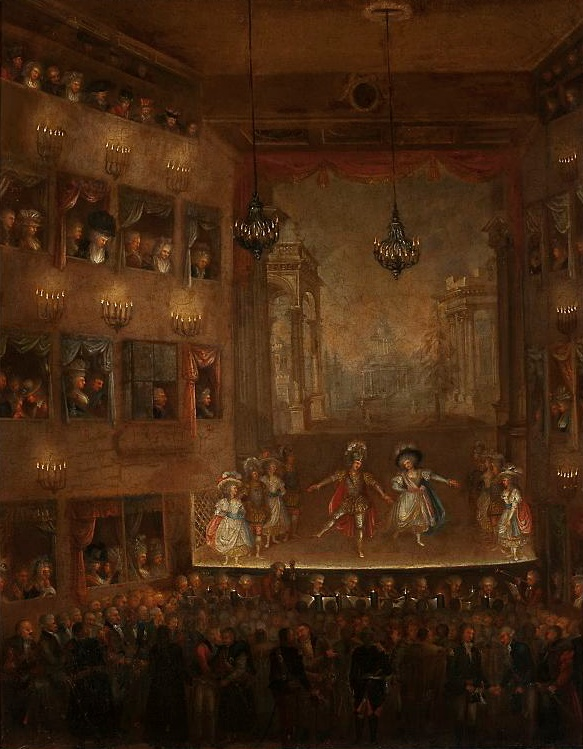
Im Warschauer Nationaltheater (1790)

Von September 1786 bis Februar 1787 gab sie, zur gleichen Zeit wie der Violinvirtuose Giovanni Battista Viotti, ein Gastspiel in Warschau, auf persönliche Einladung des polnischen Königs Stanislaus Poniatowski. Im Warschauer Nationaltheater erschien sie in Giuseppe Giordanis La vestale, Tarchis Ariarate und Persichinis Il principe Kolowakandij. Es wird berichtet, dass sie sich einmal so sehr über das lärmende Publikum ärgerte, dass sie eine Vorstellung einfach abbrach; der König selber musste intervenieren, um sie zu beruhigen. In Warschau kam auch ihr erstes Kind zur Welt, das sie zu Ehren des Königs Stanislao nannte.
In den folgenden Jahren von 1787 bis 1789 war sie am bedeutenden Teatro San Carlo in Neapel und sang neben Crescentini und Giacomo David, unter anderem in Bianchis Scipione Africano, in Fedra und Catone in Utica von Giovanni Paisiello, Didone abbandonata von Pasquale Anfossi, und in den Opern Debora e Sisara und Enea e Lavinia von P. A. Guglielmi.
Im Frühling 1789 war sie die prima donna bei der Eröffnung des Teatro Nuovo di Codogno in Mailand in Enea e Lavinia und sang auch an der Scala. Im Sommer '89 soll sie noch einmal in Warschau in einer Oper von Paisiello aufgetreten sein, war aber bereits im September nachweislich in Bologna und danach am Teatro San Benedetto in Venedig, mit Auftritten in Aspasia von Giordani und in Zenobia in Palmira von Anfossi (Anfang 1790).
Bei der 1790 in Neapel begangenen Doppelhochzeit der Prinzessinnen Maria Theresia und Maria Luisa von Bourbon mit den Erzherzögen Franz und Ferdinand von Österreich sang die Banti in Guglielmis Aminta, und war bis 1792 wieder als Primadonna am Teatro San Carlo, wo sie unter anderem in Paisiellos Zenobia in Palmira (30. Mai 1790) und in Bianchis La vendetta di Nino, o sia Semiramide sang (12. November 1790), außerdem in Peter von Winters Antigona (4. November 1791) und Alessandro nell'Indie von Piccinni (12. Januar 1792).
1791 trat sie auch in Rom auf, in Guglielmis Oratorium La morte di Oloferne (auch in Neapel am Teatro del Fondo). Vermutlich hörte sie dabei die Malerin Élisabeth Vigée-Lebrun, die die Banti folgendermaßen beschrieb:

„Sie war von winzig kleiner Statur und nicht schön, mit einer solchen Fülle von Haaren, dass ihr Chignon an die Mähne eines Pferdes erinnerte. Aber was für eine Stimme! Man findet keinen Vergleich für die Kraft und den Umfang dieser Stimme. Der Saal in all seiner Größe war zu klein für sie. …“

1792 sang die Banti auch in Bologna und Brescia und kurz darauf bei der Eröffnung des Teatro La Fenice in Venedig in I giuochi d'Agrigento von Paisiello, wieder an der Seite von Pacchierotti und Giacomo David. Die Oper selber hatte trotz der exquisiten Besetzung keinen Erfolg, aber sie sang am selben Theater und mit den gleichen Partnern danach noch die weiblichen Hauptrollen in Ines de Castro von Giordani, und in Bianchis Opern Alessandro nell'Indie und Tarara, o sia La virtù premiata.

### In Spanien und England
Gemeinsam mit ihrem Mann begab sie sich 1793–94 nach Spanien, wo sie im Madrider Teatro de Los Caños del Peral in den Opern Zenobia di Palmira, Semiramide und Ines de Castro auftrat. Dabei kam es zu unangenehmen Rivalitäten mit dem Tenor G. Simonis, selbst auf offener Bühne. In Spanien bekam die Banti auch ihr drittes Kind, dessen Patin die Herzogin von Osuna wurde, mit der die Sängerin auch später noch in Briefkontakt blieb.

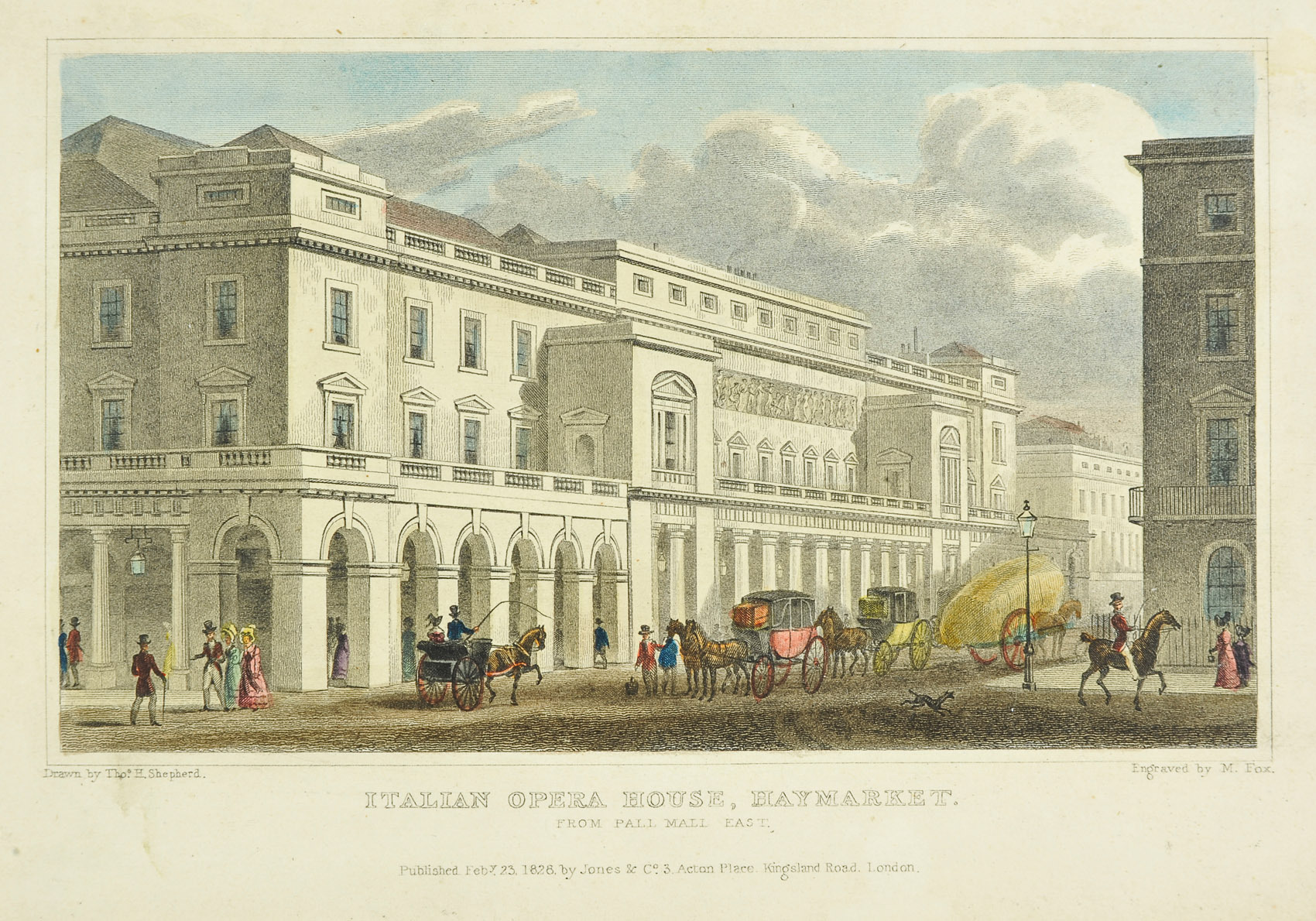
Die Italienische Oper am Haymarket (Thomas Hosmer Shepherd 1827–28)

Auf ihrer nun folgenden Reise nach England im Frühling 1794 erlitt sie beinahe Schiffbruch. In den nächsten Jahren bis 1802 stand sie am Londoner King’s Theatre unter Vertrag und verdiente 1400 bis 1500 Sterling im Jahr, mit einem Recht auf Hauptrollen, einer Vorstellung zu ihren Ehren in jeder Saison, Wohnung auf Kosten der Theaterleitung und sonstigen Vergütungen. Ihr Debüt in La Semiramide von Bianchi war ein Triumph. Es folgte ein Auftritt in Paisiellos La serva padrona, anlässlich der Feier eines Sieges über Frankreich am 1. Juni 1794 vor Brest. Dabei sang Brigida Banti auch eine Version von God save the King mit eigenen Variationen und Kadenzen, die zwar wegen ihres italienischen Akzents im Englischen von Teilen des Publikums kritisiert wurde, aber später durch einen Druck weite Verbreitung fand.
In ihrer Londoner Zeit sang sie immer unter dem Dirigat von Giambattista Viotti, und Bantis Interpretation einer Polacca von Viotti wurde berühmt. 1795 interpretierte sie die Titelpartie in der englischen Premiere von Glucks Alceste. Im gleichen Jahr komponierte Joseph Haydn für sie seine Scena di Berenice. Weitere Opern mit der Banti in London waren unter anderem Bianchis Aci e Galatea (1795), Glucks Ifigenia in Tauride (1796), und die italienischen Fassungen von Grétrys La bella Arsene (1795) und Zemira e Azor (Juli 1796, Übersetzung von Lorenzo da Ponte). 1797 verkörperte sie die Hauptrollen in Paisiellos beliebter Oper Nina und in Sartis Ipermestra, 1798 in Bianchis Cinna und vermutlich 1800 in Paisiellos La Didone.
Ihren letzten Auftritt in London hatte Brigida Banti im April 1802 in Armida von Bianchi. Laut Kutsch-Riemens flog ab 1801 die Gunst des Londoner Publikums der aus Italien zurückgekehrten Elisabeth Billington zu, weshalb die Banti nach Italien zurückkehrte.

### Letzte Jahre
Im Herbst 1802 stand sie bereits in Bologna in Bianchis Antigona auf der Bühne und sang 1803 in Venedig am La Fenice in Nasolinis Mitridate. Ihr Partner war dabei der junge Tenor Diomiro Tramezzani, mit dem sie auch eine Liebschaft hatte und der durch die Auftritte mit ihr schlagartig berühmt wurde. Die von ihr gesungene Arie „Non piangete io vado a morte“ aus Bianchis Vonima e Mitridate wurde einzeln und mit dem Vermerk veröffentlicht, dass sie von Signora Banti im La Fenice gesungen worden sei.
In Livorno steckte sie sich 1804 mit Gelbfieber an und musste in Quarantäne, wirkte aber bereits 1805 in der Mailänder Scala bei den Festlichkeiten zur Krönung Napoleons zum König von Italien mit und sang auch in weiteren Vorstellungen an der Scala, u. a. in der Uraufführung von Eraldo ed Emma von Simon Mayr (8. Januar 1805).
Danach trat die Banti noch in Bologna in der Oper I riti di Efeso von Giuseppe Farinelli auf und reiste im November für weitere Auftritte nach Venedig. Möglicherweise war ihr Körper noch geschwächt von der nicht lange zurückliegenden Erkrankung, jedenfalls erlitt sie im feucht-kühlen venezianischen Winter einen Fieberanfall und möglicherweise eine Lungenentzündung und starb nach 3 Monaten Krankheit am 18. Februar 1806 in Bologna.
Nach ihrem Tode stellte man bei einer Autopsie fest, dass sie einen ungewöhnlich großen Kehlkopf und einen besonders voluminösen Brustkorb hatte, und dass ihre Lungen um zwei Drittel größer waren als normal, wodurch sie große Vorteile beim Singen und einen sehr langen Atem hatte.
Die Begräbnisfeier von Brigida Banti wurde in der Kirche San Tommaso (an der Strada Maggiore) zelebriert, und sie wurde auf dem Friedhof der Certosa von Bologna begraben.

## Stimme und Kunst
Brigida Banti war eine der bedeutendsten Sängerinnen des späten 18. Jahrhunderts. Ihr ungewöhnliches Leben, ihr Aufstieg von einer armen Straßenmusikerin zu einer der größten Primadonnen der italienischen Oper hat etwas geradezu Märchenhaftes. In der Literatur wird oft betont, dass sie ein seltenes und außergewöhnliches Naturtalent war, das „so gut wie keinen seriösen Musikunterricht“ gehabt habe. Sie habe ein wunderbares musikalisches Gedächtnis und Gehör gehabt (vermutlich beherrschte sie das Notenlesen nicht gut genug, so dass man ihr ihre Partien vorspielen musste). Allein die Zeugnisse über ihre Stimme lassen ein Organ von besonderem Volumen, Schönheit und Umfang vermuten – ein Stimmwunder. Kaiser Joseph II. soll sie als „schönste Stimme Europas“ bezeichnet haben. Gelobt werden auch die Reinheit ihrer Intonation, „ihr wundervolles Cantabile“ und die „Kunst der Darstellung“.
Der Tenor Michael Kelly meinte, einen „vollkommeneren, leidenschaftlicheren und göttlicheren Gesang“ als den von Brigida Banti habe man „vielleicht niemals zuvor gehört.“ („more perfect, more impassioned, more divine singing, perhaps was never heard“).
Die wohl bekannteste Beschreibung ihrer Stimme hinterließ der Musikkenner Richard Lord Mount Edgcumbe, der im Jahr 1800 für Brigida Banti die Titelrolle in seiner Oper Zenobia schrieb (die jedoch ein glatter Misserfolg war und nur eine einzige Vorstellung erlebte):

„Ihre Stimme war durch und durch süß und schön, makellos in jedem Teil ihres ungewöhnlich ausgedehnten Umfangs. Ihre tiefen Noten, die unter dem Umfang gewöhnlicher Soprane lagen, waren reich und schmelzend; die Mittellage voll und mächtig, und die höchsten Noten hatten überhaupt nichts Schrilles: Das Ganze war eben und regelmäßig, eine jener prächtigen „voci di petto“, die allein das Ohr völlig befriedigen können.“

Aus einem Chor von Bewunderern sticht eine einzige Stimme heraus, die kein gutes Haar an Brigida Banti ließ: der Librettist Lorenzo da Ponte, der sie offenbar nicht leiden konnte, sogar verachtete und in seinen Memoiren ein seltsam negatives Bild von ihr malt. Er bezeichnete sie als „ignorantes, dummes und anmaßendes Weibchen“ und behauptete, dass sie „Ausschweifungen und der Flasche ergeben gewesen“ sei und so herrschsüchtig, dass sie sofort zur „Furie“ wurde, wenn sie nicht ihren Willen bekommen habe.

## Einzelanmerkungen
1. 1 2 3 4 5 6 7 8 9 10 11 12 13 14 15 16 17 18 19 20 21 22 23 24 25 26 27 28 29 30 31 32 33 34 35 36 37 38 39 40 41 42 43  Roberto Staccioli: Brigida Banti. In:  Dizionario Biografico degli Italiani (DBI).
2. 1 2 3 4 5 6  Bruce Carr: Banti, Brigida Giorgi, in: Oxford Music online (englisch; Abruf am 19. Januar 2020)
3. ↑  Kutsch-Riemens geben als Geburtsdatum und -Ort an: 1757 in Crema bei Mailand oder 1756 in Monticelli d'Ongina bei Cremona. Karl Josef Kutsch, Leo Riemens: Banti-Giorgi, Brigida, in: Großes Sängerlexikon, Bd. 4, 4. Auflage, 2003, K. G. Saur 2003 / Walter de Gruyter 2012, S. 239, online (Abruf am 19. Januar 2020)
4. ↑  Fiona M. Palmer: Domenico Dragonetti in England (1794-1846): The Career of a Double Bass Virtuoso, Clarendon Press, 1997, S. 10, online als Google-Book, (Abruf am 19. Januar 2020)
5. 1 2 3 4 5 6 7 8 9  Karl Josef Kutsch, Leo Riemens: Banti-Giorgi, Brigida, in: Großes Sängerlexikon, Bd. 4, 4. Auflage, 2003, K. G. Saur 2003 / Walter de Gruyter 2012, S. 239, online (Abruf am 19. Januar 2020)
6. ↑  „Quelle expression ! Quelle âme ! et surtout quelle voix ! C'est une étendue, une sonorité qui tiennent du prodige, c'est un charme qu'on ne peut définir. J'ai entendu bien des cantatrices dans ma vie, je n'en connais point pour qui la nature ait été si prodigue“. Siehe: Brigida Banti, Biographie online auf Quell‘Usignolo (französisch; Abruf am 19. Januar 2020)
7. ↑  Freie Übersetzung (hier aus dem Italienischen): „Era di corporatura piccola, minuta e di aspetto non bello, con una tale quantità di capelli che il suo chignon rassomigliava a una criniera di cavallo. Ma che voce! Non si può istituire alcun paragone colla potenza e l'estensione di quella voce. La sala in tutta la sua grandezza non poteva contenerla“. Siehe: Roberto Staccioli: Giorgi (Banti Giorgi), Brigida, in: Dizionario Biografico degli Italiani, Volume 55, 2001,  online, (italienisch; Abruf am 19. Januar 2020)
8. ↑  J. Alfred Novello: The Musical World, Volume V, London 1837, S. 152, online (englisch; Abruf am 19. Januar 2020)
9. ↑  Wahrscheinlich handelte es sich um den Finalsatz aus Viottis Konzert Nr. 13 für Violine und Orchester; es wurde später auch von Dussek für Klavier gesetzt. Siehe Website der Bibliothèque Nationale de France: BNF (französisch; Abruf am 19. Januar 2020)
10. ↑  Kutsch-Riemens glauben, der letzte Auftritt sei in Sebastiano Nasolinis Merope gewesen, in der Rolle des Polifonte neben Elisabeth Billington in der Titelrolle. Karl Josef Kutsch, Leo Riemens: Banti-Giorgi, Brigida, S. 239, online, (Abruf am 19. Januar 2020)
11. ↑  Website der Bibliothèque Nationale de France: BNF (französisch; Abruf am 19. Januar 2020)
12. ↑  „Quella della Giorgi (= Brigida Banti Giorgi) fu una voce fuori dal comune: i medici che ne effettuarono l'autopsia poterono constatare una laringe di eccezionale grandezza, una cassa toracica particolarmente voluminosa e polmoni di dimensioni di due terzi superiori alla media, il che le permetteva una non comune ampiezza di inspirazione e lunghezza di fiati“. Siehe: Roberto Staccioli: Giorgi (Banti Giorgi), Brigida, in: Dizionario Biografico degli Italiani, Volume 55, 2001,  online, (italienisch; Abruf am 19. Januar 2020)
13. 1 2 3 4 5  Karl Josef Kutsch, Leo Riemens: Banti-Giorgi, Brigida, S. 240, online, (Abruf am 19. Januar 2020)
14. ↑  eigentl. „Bruststimme“, was hier nicht mit dem Brustregister verwechselt werden sollte.
15. ↑  „Her voice, sweet and beautiful throughout, had not a fault in any part of its unusually extensive compass. Its lower notes, which reached below ordinary sopranos, were rich and mellow; the middle, full and powerful and the very high, totally devoid of shrillness: the whole was even and regular, one of those rich "voci di petto", wich can alone completely satisfy the ear“ (S. 78 f). Hier nach: Roberto Staccioli: Giorgi (Banti Giorgi), Brigida, in: Dizionario Biografico degli Italiani, Volume 55, 2001,  online, (italienisch; Abruf am 19. Januar 2020)
16. ↑  Kutsch-Riemens geben eine offenbar stark gekürzte Version: „...the most delightful singer I ever heard… Her voice was of most extensive compass, rich and even, and without a fault  in its hole range – a true voce di petto throughout“. Karl Josef Kutsch, Leo Riemens: Banti-Giorgi, Brigida, S. 240, online, (Abruf am 19. Januar 2020)
17. ↑  „una femminaccia ignorante, sciocca e insolente […] dedita alla crapola, alle dissolutezze e alla bottiglia […], non aveva ritegni; e quando alcuna delle sue passioni era stuzzicata dalle difficoltà […] diventava un aspide, una furia, un demone dell'inferno, che avrebbe bastato a sconvolgere tutto un impero, non che un teatro“ (S. 186). Hier nach: Roberto Staccioli: Giorgi (Banti Giorgi), Brigida, in: Dizionario Biografico degli Italiani, Volume 55, 2001,  online, (italienisch; Abruf am 19. Januar 2020)

| Personendaten    | Personendaten                 |
| ---------------- | ----------------------------- |
| NAME             | Banti, Brigida                |
| KURZBESCHREIBUNG | italienische Opernsängerin    |
| GEBURTSDATUM     | 1. Mai 1755                   |
| GEBURTSORT       | Monticelli d’Ongina, Piacenza |
| STERBEDATUM      | 18. Februar 1806              |
| STERBEORT        | Bologna                       |